# Juan Martín del Potro
Juan Martín del Potro (født 23. september 1988 i Tandil, Argentina) er en argentinsk tennisspiller, der blev professionel i 2006. Han er 198 cm høj. Han har igennem sin karriere vundet 22 single- og 1 doubletitel, og hans hidtil højeste placering på ATP's verdensrangliste er en 3. plads. 

## Grand Slam
Del Potros bedste Grand Slam resultat i singlerækkerne kom ved US Open 2009, som han vandt efter sejr over Roger Federer, 3-6, 7-6(5), 4-6, 7-6(4), 6-2 i finalen. I 2016 var Del Potro i finalen ved OL . Han mødte Andy Murray og tabte 7-5, 4-6, 6-2, 7-5. I 2018 nåede Del Potro sin anden grand slam-finale. Igen US Open. Denne gang blev det til et nederlag mod Novak Djokovic - 6-3, 7-6(4),6-3.